# Ascoldo de Kiev
Ascoldo (escandinavo antigo: Haskuldr, Höskuldr; nas crônicas russas: Асколдъ, translit.: Askold, e Осколдъ, translit.: Oskold; falecido por volta de 882), de acordo com o Conto dos Anos Passados e a Primeira Crônica de Novgorod, foi um varegue semi-lendário, príncipe de Kiev (860-882). Segundo umas das versões, governou em conjunto com Dir.
Em 860, ele atacou Constantinopla. Segundo fontes bizantinas, foi batizado por volta de 867. De acordo com a Crônica de Nicônio, ele lutou com os búlgaros do Volga e com os pechenegues. Segundo as crônicas, foi morto por Olegue e seus soldados pagãos fora de Kiev, na região da Ugria (a moderna Pechersk. Ver: Túmulo de Ascoldo). A chamada "Crônica de Ascoldo" está associada a ele.

## Nota
1. ↑  Foram príncipes de Kiev e fundadores do primeiro Estado viquingue no rio Dnieper. Eles se estabeleceram em Kiev, assumindo o poder sobre os polanos, que na época pagavam tributo aos cazares. Em o Conto dos Anos Passados, é dito que Kiev possuía seus próprios príncipes, porque após a morte dos lendários fundadores da cidade, Kija, Shek e Horiv, seus descendentes reinaram entre os polanos até 860/864, no texto, Ascoldo e Dir eram guerreiros do príncipe Rurique de Novgorod, que os deixou partir em uma campanha para Constantinopla em 860/866. Ambos foram mortos em 882, quando Kiev foi atacada por Olegue.